# بيلي هيل (كاتب أغاني)
بيلي هيل (بالإنجليزية: Billy Hill)‏ هو كاتب أغاني أمريكي، ولد في 14 يوليو 1899 في بوسطن في الولايات المتحدة، وتوفي بنفس المكان في 24 ديسمبر 1940.

## وصلات خارجية
- بيلي هيل على موقع ميوزك برينز (الإنجليزية)
- بيلي هيل على موقع أول ميوزيك (الإنجليزية)
- بيلي هيل على موقع ديسكوغز (الإنجليزية)
- بيلي هيل على موقع ديسكوغز (الإنجليزية)